# Juan José García Carrasco Gómez Benítez
Juan José García-Carrasco y Gómez-Benítez, I conde de Santa Olalla  (Cáceres, 15 de julio de 1799-16 de agosto de 1851) fue un hacendado y político español.

## Entorno familiar
Juan José fue el hijo primogénito de José García Carrasco (1763-1825) y de María Catalina Gómez Benítez Merino del Pozo (1773-?). Su padre, natural de Montenegro de Cameros (Soria) se instaló a temprana edad en la ciudad de Cáceres. El fenómeno de la trashumancia había establecido relaciones económicas y humanas entre ambas zonas de la península y no era infrecuente el flujo migratorio de una zona a otra.
Gracias a su trabajo, a la acogida que le brindó Vicente Marrón, ganadero soriano con casa comercial en Cáceres, y a la decisiva protección posterior que le prestó la marquesa de Camarena la Real, Cayetana de Ovando y Ulloa, fue abriéndose paso desde sus inicios como tratante de lanas hasta convertirse, a comienzos del siglo XIX, en el principal exponente de la burguesía comercial extremeña. Durante la Guerra de la Independencia su enorme patrimonio le permitió realizar contribuciones extraordinarias, tanto al ejército francés como al español, que permitieron aliviar las cargas bélicas que hubiera debido soportar la población cacereña, hecho que le confirió gran popularidad.

## Estudios y trayectoria política
Juan José y su hermano Rufino, nacido en 1803, fueron enviados por su padre a estudiar a Inglaterra, siguiendo la costumbre de los burgueses adinerados de la época, y disfrutaron también de estancias en Francia, Holanda y otros países. Desde temprana edad aparece ligado a la causa del liberalismo. Miembro de la Sociedad Patriótica de Cáceres desde el 28 de junio de 1820, ejerció la Secretaría de la misma desde el 5 de septiembre de ese mismo año. Su padre falleció el 16 de noviembre de 1825 y, al realizarse el inventario previo antes de la ejecución de su testamento en la primavera del año siguiente, Juan José se hallaba ausente, quizá exiliado fuera de España.
A su regreso se puso al frente de las empresas de su padre, que ahora llevaban por nombre comercial «Don José Carrasco e hijos». Junto a su hermano Rufino y al marido de su hermana Teresa, Juan Donoso Cortés, se instaló en Madrid en los últimos momentos del reinado de Fernando VII y entabló útiles conexiones políticas con la reina María Cristina, a quien decidieron prestar su apoyo en el conflicto sucesorio que dio lugar a las guerras carlistas. Fue vocal, con Joaquín Fagoaga Dutari y bajo la presidencia de Salustiano Olózaga, de la Junta Central encargada de la desamortización de los bienes eclesiásticos.
Fue vocal de la Junta de Comercio de Madrid y diputado por Badajoz en 1837, así como senador por la misma provincia desde 1840, ocupando la secretaría del Senado en 1841. Se le encomendó la cartera de Hacienda desde diciembre de 1843 a mayo de 1844, mandato caracterizado por numerosos escándalos financieros,  pero en el que se creó la Comisión de Hacendistas cuyos trabajos dieron luz a la reforma tributaria de 1845. Además promovió la fundación del Banco de Isabel II que se fusionó con el Banco de San Fernando. La reina Isabel II de España le concedió el 29 de marzo de 1844 el título de conde de Santa Olalla. Senador vitalicio desde 1845, falleció en 1851.